# Батометр

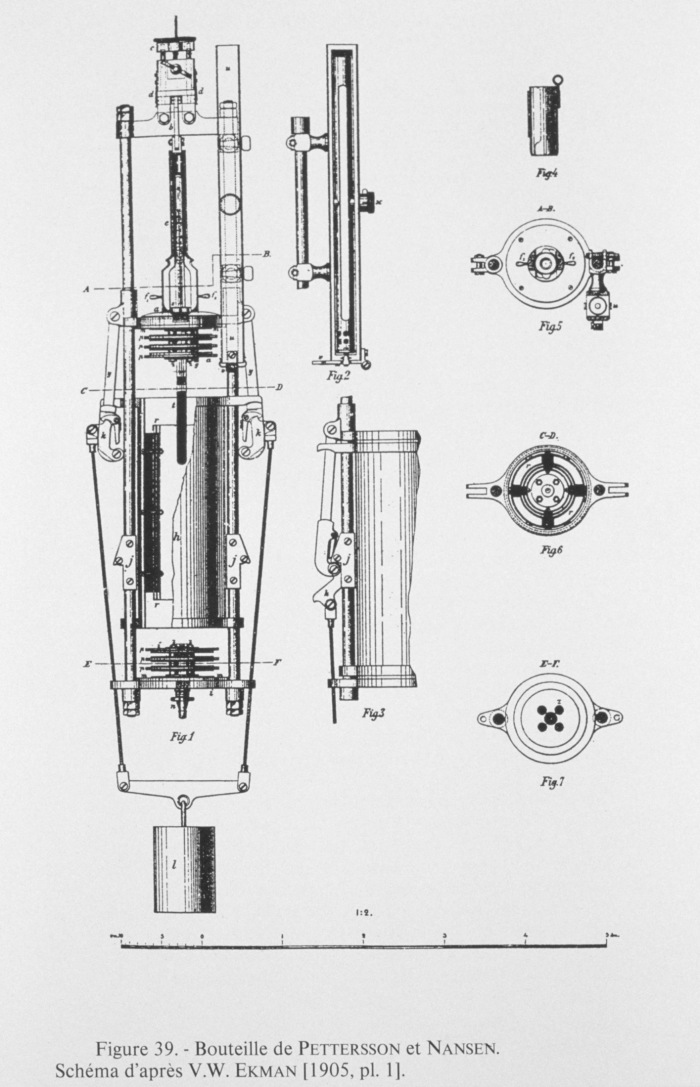
Батометр Екмана

Бато́метр (від бато і метр) — прилад для забору проб води з глибини та із розвідувальних і гірських виробок (бурових свердловин, колодязів і інших).
Батометр винайшов норвезький дослідник-мандрівник і океанограф Фрітьоф Нансен."

## Види
Морський батометр — порожнистий циліндр з клапанами або кришками, що миттєво закриваються на заданій глибині.

## Конструкції
До сучасних батометрів приєднують і термометр для визначення одночасно й температури шару води, з якої беруть зразок.
БАТОМЕТР (грец. βαθυς — глибокий і μετρεω — виміряю) — прилад для взяття проб води з потрібної глибини з метою лабораторного дослідження її. Сучасний Б. складається з латунного циліндра місткістю близько 1 л з покришками-клапанами на обох кінцях і спеціального термометра. Б. поділяються на звичайні, миттєвого й тривалого наповнення (для взяття проб з завислими намулами) і донні (для взяття проб донних намулів). Найпоширеніші в СРСР Б. системи М. М. Жуковського, Б. В. Поляково та Г. І. Шамова.